# Jižní dalyjské jazyky
Jižní dalyjské jazyky je označení pro malou jazykovou rodinu austrálských jazyků, kterou se mluví v severní Austrálii. Jedná se o druhou největší jazykovou rodinu mezi jazyky Austrálců, tou první jsou pama-nyunganské jazyky, mezi které patří drtivá většina austrálských jazyků. V jazykové rodině jižních dalyjských jazyků jsou jen 2 jazyky, a to murrinh-patha a nganʼgityemerri. Ačkoliv je tato jazyková rodina mezi lingvisty běžně uznávaná, tak ještě nebyla stoprocentně potvrzena spojitost mezi těmito dvěma jazyky, je možné že se jedná o dva různé izolované jazyky.
Název jazykové rodiny se odvíjí od názvu řeky Daly, v jejímž okolí se jazyky z této skupiny mluví.

## Murrinh-patha
Jazykem murrinh-patha mluví okolo 2000 lidí, tvoří tedy drtivou většinu mluvčích jižních dalyjských jazyků. Většina mluvčích žije v městečku Wadeye, které se nachází v australském Severním teritoriu, asi 230 kilometrů od Darwinu.

## Nganʼgityemerri
Nganʼgityemerri je už téměř vymřelý jazyk, má už jen okolo 100 mluvčích (podle jiných průzkumů jen 26). Mluví se jím též v oblasti Severního teritoria. Dělí se na 3 dialekty: nganʼgikurunggurr, ngenʼgiwumirri a nganʼgimerri.